# Francesco di Calvo
Conte Francesco di Calvo (Barcellona, 1625 – Deinze, 29 maggio 1690) è stato un generale e nobile francese.

## Biografia
Nato a Barcellona nel 1625 da una famiglia feconda di grandi nomini, passò al servizio della Francia durante la sollevazione della Catalogna. Accompagnò Luigi XIV nella conquista dell'Olanda. Difese con intrepidezza Maastricht nel 1676 contro il principe d'Orange, e lo costrinse a levar l'assedio. “Signori, disse quest'uomo intrepido agi ingegneri, che lo pressavano di render Maastricht, non me ne intendo di difesa di una piazza; ma tutto quello che so si è, che non voglio vendermi.” Si meritò il grado di luogotenente generale; in questa qualità sevì in Catalogna e passò a nuoto il Ter, e finitamente scagliosi contro i nemici, che il duca di Bournonville loro generale sarebbe stato fatto prigioniero, se la notte non l'avesse salvato. Nel 1688 segnalò il suo valore e fu nominato cavalieri degli ordini del re. Morì a Deinze, il 29 maggio 1690, ed è sepolto ad Aire, città di cui era governatore.